# Otto Steinert
Otto Steinert (Saarbrücken, 12 luglio 1915 – Essen, 3 marzo 1978) è stato un fotografo tedesco.
Nato a Saarbrücken in Germania, Steinert fu medico di professione e autodidatta in fotografia. Dopo la seconda guerra mondiale lavorò per l'Istituto Statale d'Arte e Artigianato (Staatliche Schule für Kunst und Handwerk, oggi HTW) a Saarbrücken.
Fu fondatore del gruppo di fotografia Fotoform.
Dal 1959 ha insegnato presso la scuola di design Folkwang Hochschule di Essen, dove poi morì.
Il suo archivio è parte della collezione fotografica del Museum Folkwang a Essen.